# Lista străzilor din sectorul 1
Lista străzilor din sectorul 1 | 2 | 3 | 4 | 5 | 6

## Alei
Aleile sunt străzi înguste și scurte, plantate pe margini cu flori sau arbori.
1. Aleea Alexandru
2. Aleea Băiculești
3. Aleea Făurei
4. Aleea Hrisovului
5. Aleea Michael Jackson
6. Aleea Mateloților
7. Aleea Pajurei
8. Aleea Priporului
9. Aleea Privighetorilor
10. Aleea Constantin Sandu Aldea
11. Aleea Scroviștea
12. Aleea Someșul Rece
13. Aleea Locotenent aviator Gheorghe M. Stâlpeanu
14. Aleea Teișani

## Bulevarde
Bulevardele sunt străzi urbane largi și drepte, de mare circulație, în general mărginite de plantații de arbori.
1. Bulevardul Aerogării
2. Bulevardul Constantin Prezan
3. Bulevardul Expoziției
4. Bulevardul Mircea Eliade
5. Bulevardul Primăverii
6. Bulevardul „Regele Mihai I”
7. Bulevardul Mareșal Alexandru Averescu

## Căi
Căile sunt artere de pătrundere într-un oraș, iar rolul lor este de a face legătura cu o șosea importantă. În trecut calea era o stradă care servea drept arteră principală de circulație într-un oraș. Calist (om care se plimbă alene), în argoul din București și în limbaj familiar desemnează de obicei pe cei care se plimbă în mod regulat pe Calea Victoriei, arteră principală a orașului. Cale a trecut în ngr. ϰαλειά, cuvânt care pare a se folosi în unele expresii fixe, cum sunt πάω ϰαλειά μου „plec, mă duc“ sau πίγαινε ϰαλειά σου „urmează-ți drumul“.
1. Calea Dorobanților
2. Calea Floreasca
3. Calea Griviței
4. Calea Plevnei
5. Calea Rahovei
6. Calea Victoriei

## Intrări
Intrările sunt străzi mici înfundate la un capăt. Poartă și denumirea de fundături.
1. Intrarea Aeronavei
2. Intrarea Grigore Alexandrescu
3. Intrarea Alexe Marin
4. Intrarea Alpiniștilor
5. Intrarea Amzei
6. Intrarea Anasonului
7. Intrarea Marcel Andreescu (lt.av.)
8. Intrarea Armașului
9. Intrarea Augustin Dan (serg.)
10. Intrarea Aurora
11. Intrarea Baldovin Pârcălabul
12. Intrarea Bârsești
13. Intrarea Berheci
14. Intrarea Biserica Albă
15. Intrarea Bitolia
16. Intrarea Blaj
17. Intrarea Bogdănița
18. Intrarea Bravurii
19. Intrarea Broșteni
20. Intrarea Gheorghe Buciumat (sold.)
21. Intrarea Buciumeni
22. Intrarea Buzești
23. Intrarea Căderea Bastiliei
24. Intrarea Anda Călugăreanu
25. Intrarea Alexandru Câmpeanu (mr.)
26. Intrarea Câmpul cu Maci
27. Intrarea Grigore Cantilli (g-ral.)
28. Intrarea Căpriorilor
29. Intrarea Cașului
30. Intrarea Catedrei
31. Intrarea Luigi Cazzavillan
32. Intrarea Cireșoaia
33. Intrarea Ciucului
34. Intrarea Cofiței
35. Intrarea Colierului
36. Intrarea Condeiului
37. Intrarea Matei Corvin
38. Intrarea Mihai Crăciun
39. Intrarea Cupșani
40. Intrarea Dacilor
41. Intrarea Victor Daimaca
42. Intrarea Nicolae Dascălu (serg.)
43. Intrarea Difuzorului
44. Intrarea Ioan D. Dobre (sold.)
45. Intrarea Dragomirna
46. Intrarea Dridu
47. Intrarea Duca Vodă
48. Intrarea Episcopul Ambrozie
49. Intrarea Epistolei
50. Intrarea Epocii
51. Intrarea Ezăreni
52. Intrarea Fabulistului
53. Intrarea Iacob Felix (dr.)
54. Intrarea Filioara
55. Intrarea Frumoasa
56. Intrarea Fulgerului
57. Intrarea Ștefan Furtună
58. Intrarea Gâdinți
59. Intrarea Găvana
60. Intrarea Geneva
61. Intrarea Gliei
62. Intrarea Griviței
63. Intrarea Iulia Hasdeu (poetă)
64. Intrarea Ierbarului
65. Intrarea Teodor Iliescu (av.)
66. Intrarea Marin Ilinca (cap.)
67. Intrarea Insulei
68. Intrarea David Ionescu (cap.)
69. Intrarea Nicolae Iorga
70. Intrarea Jijia
71. Intrarea Jugului
72. Intrarea Knappe Carol
73. Intrarea Lacul Razelm
74. Intrarea Lacul Roșu
75. Intrarea Lacul Sărat
76. Intrarea Lacul Suhaia
77. Intrarea Dumitru Lemnea (lt.)
78. Intrarea Liteni
79. Intrarea Luncani
80. Intrarea Alexandru Macedonski(poet)
81. Intrarea Măguricea Nouă
82. Intrarea Măguricea Veche
83. Intrarea Mandolinei
84. Intrarea Manuscrisului
85. Intrarea V. I. Miciurin
86. Intrarea Veronica Micle
87. Intrarea Moeciu
88. Intrarea Moigrad
89. Intrarea Moneasa
90. Intrarea Moviliței
91. Intrarea Murmurului
92. Intrarea Navigatorilor
93. Intrarea Neatârnării
94. Intrarea Nicorești
95. Intrarea Nopții
96. Intrarea Avram Păcuraru (cap.)
97. Intrarea Camil Petrescu
98. Intrarea Iosif Pilsudki
99. Intrarea Poiana
100. Intrarea Polonă
101. Intrarea Răsadului
102. Intrarea Raschita
103. Intrarea Razeșu
104. Intrarea Recea
105. Intrarea Rigas
106. Intrarea Roma
107. Intrarea Ruginita
108. Intrarea Săbiești
109. Intrarea Sagna
110. Intrarea Șantierului
111. Intrarea Școala Herăstrău
112. Intrarea Serdarului
113. Intrarea Setrarului
114. Intrarea Sevastopol
115. Intrarea Sfatului
116. Intrarea Sibioara
117. Intrarea Gheorghe Simionescu
118. Intrarea Solzilor
119. Intrarea Stegarului
120. Intrarea Radu Sterie
121. Intrarea Știrbei Vodă
122. Intrarea Străulești
123. Intrarea Sutașului
124. Intrarea Tarafului
125. Intrarea Christian Tell (general)
126. Intrarea Ecaterina Teodoroiu
127. Intrarea Tocului
128. Intrarea Toma Tomescu (dr.)
129. Intrarea Tribunei
130. Intrarea Tudor Ștefan
131. Intrarea Undiței
132. Intrarea Urali
133. Intrarea Gheorghe Vâlceanu
134. Intrarea Valului
135. Intrarea Vârful Plaiului
136. Intrarea Verde
137. Intrarea Witing
138. Intrarea Zablaului
139. Intrarea Zablovschi (ing.)
140. Intrarea Leonida Eliza Zamfirescu

## Piețe
Piețele sunt locuri întinse și deschise dintr-o localitate, unde se întâlnesc sau se întretaie mai multe străzi. Sunt adesea amenajate cu spații verzi, statui.
1. Piața 1 Mai
2. Piața Aviatorilor
3. Piața Doctor Haralambie Botescu
4. Piața Buzești
5. Piața Charles de Gaulle
6. Piața Dorobanți
7. Piața Gara Băneasa
8. Piața George Enescu
9. Piața Gara de Nord
10. Piața Alexandru Lahovari
11. Piața Presei Libere
12. Piața Walter Mărăcineanu (căpitan)
13. Piața Montreal
14. Piața Revoluției
15. Piața Romană
16. Piața Sfinții Voievozi
17. Piața Victoriei

|  |  |
|  |  |

## Străzi
1. Strada 16 Februarie
2. Strada Abrud
3. Strada Abuș
4. Strada Academiei
5. Strada Acetilenei
6. Strada Aciliu
7. Strada Acordeonului
8. Strada Acordului
9. Strada Acumulatorului
10. Strada Adalin
11. Strada Ady Endre
12. Strada Aeromodelului
13. Strada Aeroportului
14. Strada Afânata
15. Strada Afluentului
16. Strada Agapia
17. Strada Aiud
18. Strada Albac
19. Strada Aldeni
20. Strada Vasile Alecsandri
21. Strada Grigore Alexandrescu
22. Strada Alexandrina
23. Strada Alion
24. Strada Almaș
25. Strada Alunului
26. Strada Theodor Aman
27. Strada Amforei
28. Strada Amiciției
29. Strada Amintirii
30. Strada Amman
31. Strada Sergent Gheorghe Anghel
32. Strada Anina
33. Strada Aninoasa
34. Strada Aninului
35. Strada Ankara
36. Strada Arad
37. Strada Hatmanul Arbore
38. Strada Arcașilor
39. Strada Ardealului
40. Strada Ardeziei
41. Strada Argentina
42. Strada Constantin D. Aricescu
43. Strada Ariei
44. Strada Arion C. C.
45. Strada Aripilor
46. Strada Costache Aristia
47. Strada Armindenului
48. Strada Arțarului
49. Strada Astronomului
50. Strada Atelierele Noi
51. Strada Atelierului
52. Strada Atena
53. Strada Atlasului
54. Strada Automatizării
55. Strada Avântului
56. Strada Aviator Popișteanu
57. Strada Aviației
58. Strada Avionului
59. Strada Avrămeni
60. Strada Bacului
61. Strada Pictor Aurel Băeșu
62. Strada Bahluiului
63. Strada Baia
64. Strada Baia de Criș
65. Strada Baia Sprie
66. Strada Băiculești
67. Strada Emil Balaban (inginer)
68. Strada Constantin Bălăcescu
69. Strada Balaria
70. Strada Baldovin Pârcălabul
71. Strada Amiral Constantin Bălescu
72. Strada Balonului
73. Strada Balota
74. Strada Inginer Gheorghe Balș
75. Strada Balsamului
76. Strada Banat
77. Strada Băneasa
78. Strada Banul Antonache
79. Strada Banului
80. Strada Barajul Argeș
81. Strada Barbu Lăutaru
82. Strada Bârgăului
83. Strada Barierei
84. Strada George Barițiu
85. Strada Bârlogeni
86. Strada Simion Bărnuțiu
87. Strada Baru Mare
88. Strada Bauxitei
89. Strada Nicolae N. Beldiceanu
90. Strada Belgrad
91. Strada Belizarie
92. Strada Locotenent aviator Radu Beller
93. Strada Berna
94. Strada General Berthelot
95. Strada Berveni
96. Strada Berzei
97. Strada Betonierei
98. Strada Ioan Bianu (filolog)
99. Strada George Valentin Bibescu
100. Strada Ioan G. Bibicescu
101. Strada Biborțeni
102. Strada Biharia
103. Strada Bihor
104. Strada Bilciurești
105. Strada Biruinței
106. Strada Biserica Amzei
107. Strada Biserica Enei
108. Strada Bistrița
109. Strada Louis Blanc (arhitect)
110. Strada Colonel Constantin Blaremberg
111. Strada Ion Bogdan (profesor)
112. Strada Bogdan Vodă
113. Strada Sergent Constantin Boghiu
114. Strada Radu Boiangiu
115. Strada Borșa
116. Strada Boteanu
117. Strada Bradului
118. Strada Smaranda Brăescu
119. Strada Branarul
120. Strada Gheorghe Brătianu
121. Strada Bratocea
122. Strada Brazilia
123. Strada Ion Brezoianu (actor)
124. Strada Brodina
125. Strada General Ernest Broșteanu
126. Strada Bruxelles
127. Strada Bucegi
128. Strada Buclei
129. Strada General Constantin Budișteanu
130. Strada Bumbești
131. Strada Bunești
132. Strada Theodor Burada
133. Strada Ștefan Burcus (arhitect)
134. Strada General Ștefan Burileanu
135. Strada Butuceni
136. Strada Constantin Buzdugan (poet)
137. Strada Buzești
138. Strada Buziaș
139. Strada Iani Buzoianu
140. Strada Căderea Bastiliei
141. Strada Caierului
142. Strada Câineni
143. Strada Căiuți
144. Strada Calcarului
145. Strada Căldărușani
146. Strada George Călinescu
147. Strada Gheorghe Calpan (căpitan)
148. Strada Alexandru Câmpeanu (maior)
149. Strada Ion Câmpineanu
150. Strada Câmpinița
151. Strada Câmpul cu Maci
152. Strada Ioan Cantacuzino (profesor dr.)
153. Strada Cântarului
154. Strada Cantonului
155. Strada Căpâlna
156. Strada Constantin Căpitanu
157. Strada Căpriorilor
158. Strada Nicolae Capșa (mr.av.)
159. Strada Constantin Caracas (medic)
160. Strada Elie Carafoli
161. Strada Ioan Vodă Caragea
162. Strada Elena Caragiani
163. Strada Caraiman
164. Strada Nicolae Caranfil
165. Strada Caransebeș
166. Strada Cărbunarilor
167. Strada Carol Popp de Szathmary (pictor)
168. Strada Carpați
169. Strada Carpenului
170. Strada Cașin
171. Strada Castanului
172. Strada Luigi Cazzavillan
173. Strada Ceasornicului
174. Strada Anton Pavlov Cehov
175. Strada Cerceilor
176. Strada Grigore Cerchez (arhitect)
177. Strada Ceremusului
178. Strada Alexandru Cernat (general)
179. Strada Cernești
180. Strada Cetatea Neamțului
181. Strada Chile
182. Strada Chișcani
183. Strada Chitila Triaj
184. Strada Ciacova
185. Strada Stanislav Cihoschi
186. Strada Cireșoaia
187. Strada Cisnădie
188. Strada Daniel Ciugureanu
189. Strada Clăbucet
190. Strada Georges Clemenceau
191. Strada Clopotarii Vechi
192. Strada Elena Clucereasa
193. Strada Clucerului
194. Strada Cluj
195. Strada Constantin Coandă (general)
196. Strada Henri Coandă
197. Strada Grigore Cobălcescu
198. Strada Octav Cocărăscu (căpitan)
199. Strada Maior Cocovici
200. Strada Colecției
201. Strada Cristofor Columb
202. Strada Comana
203. Strada Constantin Daniel
204. Strada Constantin Stere
205. Strada Alexandru Constantinescu
206. Strada Nicolae Constantinescu
207. Strada General Gh. Constantinide
208. Strada Copilului
209. Strada Copșa Mică
210. Strada Coralilor
211. Strada Cornățel
212. Strada Cornescu
213. Strada Matei Corvin
214. Strada Cosmești
215. Strada Nicolae Costinescu (ing.)
216. Strada Cotești
217. Strada Cotiturii
218. Strada Cotnari
219. Strada Aron Cotruș
220. Strada Crăciun
221. Strada Craiovei
222. Strada Crângul cu Arțari
223. Strada Crângului
224. Strada Cretei
225. Strada Nicolae Florin Crețu (cpt.)
226. Strada Petre Crețu (av.)
227. Strada Niculae Crețulescu (medic)
228. Strada Cricovului
229. Strada Crinului
230. Strada Crișana
231. Strada Constantin Cristescu (general)
232. Strada Cristianul Mare
233. Strada Crivești
234. Strada Cronicarilor
235. Strada Crușovăț
236. Strada Curtișoara
237. Strada Cecilia Cuțescu Stork
238. Strada Dăeni
239. Strada Victor Daimaca
240. Strada Daniel Danielopolu
241. Strada Dante Alighieri
242. Strada Hariclea Darclee
243. Strada Dumitru Darian (lt.c-dor.av.)
244. Strada Dărmănești
245. Strada Darza
246. Strada Emmanuel David
247. Strada Dealul Negru
248. Strada Dej
249. Strada Barbu Delavrancea
250. Strada Delta Dunării
251. Strada Aristide Demetriade (actor)
252. Strada Gheorghe Demetriade (cpt.av.)
253. Strada Demnității
254. Strada Alexandru Depărățeanu
255. Strada Diaconul Coresi
256. Strada Dumitru Dima (soldat)
257. Strada Diocheti
258. Strada Dirijorului
259. Strada Constantin Dissescu jr.
260. Strada Doamna Despina
261. Strada Doamna Elena
262. Strada Doamna Stanca
263. Strada Dem I. Dobrescu (fosta Onești)
264. Strada Constantin Dobrogeanu Gherea
265. Strada Dobrogei
266. Strada Docenților
267. Strada Documentului
268. Strada Dolomitului
269. Strada Domnița Ancuța
270. Strada Nicolae C. Dona (general)
271. Strada Dornei
272. Strada Vasile Dorobanțu (sergent)
273. Strada Virgil Drăghiceanu
274. Strada Dragoslavele
275. Strada Dridu
276. Strada Nicolae Drossu (cpt.av.)
277. Strada Duetului
278. Strada Duioșiei
279. Strada Dunăcești
280. Strada Dunei
281. Strada Durău
282. Strada Dumitru Răducu Durbac (lt.col.)
283. Strada Echipajului
284. Strada Ecluzei
285. Strada Edgar Quinet
286. Strada Victor Eftimiu
287. Strada Elanului
288. Strada Eliberării
289. Strada Elizeu
290. Strada Elocinței
291. Strada Mihai Eminescu
292. Strada Athanasie Enescu
293. Strada George Enescu
294. Strada Episcopiei
295. Strada Episcopul Timuș
296. Strada Episcopul Vulcan
297. Strada Epurești
298. Strada Eraclie Arion
299. Strada Constantin Esarcu
300. Strada Fabrica de Cărămidă
301. Strada Alexandru Faclie (erou)
302. Strada Făgăraș
303. Strada Fagului
304. Strada Fanionului
305. Strada Faurei
306. Strada Feldioara
307. Strada Feleacu
308. Strada Dr. Felix
309. Strada Ionel Fernic
310. Strada Feroviarilor
311. Strada Finlanda
312. Strada Fiordului
313. Strada Floare de Crâng
314. Strada Dumitru Florescu
315. Strada Florilor
316. Strada Fluviului
317. Strada Fortunei
318. Strada Dionisie Fotino
319. Strada Benjamin Franklin
320. Strada Frasinului
321. Strada Frații Golescu
322. Strada Frezorilor
323. Strada Frumoasa
324. Strada Fruntașului
325. Strada Vasile Fuica (lt.av.)
326. Strada Gafencu Grigore
327. Strada Gala Galaction (scriitor)
328. Strada Galiceni
329. Strada Galileia
330. Strada Mahatma Gandhi
331. Strada Gara de Nord
332. Strada Gârlei
333. Strada Garofiței
334. Strada Gemeni
335. Strada Ștefan Gheorghe
336. Strada Paraschiva Gherghel
337. Strada Vasile Gherghel
338. Strada Ghețarilor
339. Strada Ghiozdanului
340. Strada Nicolae Giuleșteanu
341. Strada Dimitrie Giurescu (maior)
342. Strada Glastrei
343. Strada Constantin Godeanu (slt.)
344. Strada Godeni
345. Strada Nikolai Gogol (scriitor)
346. Strada Iordache Golescu
347. Strada Nicolae Golescu
348. Strada Golovița
349. Strada Maxim Gorki
350. Strada Gorunului
351. Strada Grațioasa
352. Strada Grăuntelui
353. Strada Radu Greceanu
354. Strada Eremia Grigorescu (general)
355. Strada Nicolae Grigorescu (pictor)
356. Strada Grohotișului
357. Strada Dimitrie Gusti (sociolog)
358. Strada Haga
359. Strada Ghiță Hagi
360. Strada Maria Moscu Hagi
361. Strada Halta Grivița
362. Strada Haltei
363. Strada Spiru Haret
364. Strada Harghita
365. Strada Iulia Hasdeu (poetă)
366. Strada Heleșteului
367. Strada Heliului
368. Strada Sava Hentia (pictor)
369. Strada Herăstrău
370. Strada Herman Oberth
371. Strada Herminei
372. Strada Johannes Honterus
373. Strada Horatiu
374. Strada Hotin
375. Strada Hrisovului
376. Strada Hristache Pitarul
377. Strada Dumitru Hubert (cpt.av.)
378. Strada Hulubiței
379. Strada Ialomicioarei
380. Strada Ienupărului
381. Strada Iezeru
382. Strada Ion Inculeț
383. Strada Înfrățirii
384. Strada Inovatorilor
385. Strada Institutul Medico - Militar
386. Strada Ionescu Emanoil
387. Strada Nicolae Ionescu (profesor)
388. Strada Paul Ionescu (locotenent colonel)
389. Strada Nicolae Iorga
390. Strada Irești
391. Strada Barbu Iscovescu (pictor)
392. Strada Iosif Iser (pictor)
393. Strada Islaz
394. Strada Panait Istrati
395. Strada Ștefan Iulian
396. Strada Izbândei
397. Strada Izbiceni
398. Strada Jandarmeriei
399. Strada Jimbolia
400. Strada Jitia
401. Strada Jiului
402. Strada Jugastrului
403. Strada Jules Michelet
404. Strada Knappe Carol
405. Strada Laculet
406. Strada Lainici
407. Strada Lămâiului
408. Strada Alexandru Lăpușneanu
409. Strada Lăstărișului
410. Strada Lautei
411. Strada Gheorghe Lazăr
412. Strada Leagănului
413. Strada Leandrului
414. Strada Lebedei
415. Strada Lectorului
416. Strada Lemnarilor
417. Strada Leordina
418. Strada Libelulei
419. Strada Limanului
420. Strada Limpejoarei
421. Strada Liniștei
422. Strada Lipova
423. Strada Lipscani
424. Strada Lisabona
425. Strada Lita
426. Strada Londra
427. Strada Lonea
428. Strada Lotru
429. Strada Eugen Lovinescu
430. Strada Stoica Ludescu
431. Strada Luduș
432. Strada Lugoj
433. Strada Dionisie Lupu
434. Strada Vasile Lupu
435. Strada Luterană
436. Strada Macarie Cântărețul
437. Strada Macedonia
438. Strada Horia Măcelariu
439. Strada Macul Roșu
440. Strada Macului
441. Strada Virgil Madgearu
442. Strada Madrid
443. Strada Madrigalului
444. Strada Ștefan Magheri (erou)
445. Strada Magirești
446. Strada Măgura Florilor
447. Strada Măgura Odobești
448. Strada Măgura Slătioarei
449. Strada Măguricea
450. Strada Maica Alexandra
451. Strada Maica Teofana
452. Strada Maicanești
453. Strada Maltopol
454. Strada Malul Mare
455. Strada Malul Mic
456. Strada Mamaia
457. Strada Mănăstirea Dealu
458. Strada Mănăstirea Horezu
459. Strada Mănăstirea Neamț
460. Strada Mănăstirea Putna
461. Strada Grigore Manolescu
462. Strada Gheorghe Manu (general)
463. Strada Manzului
464. Strada Maramureș
465. Strada Ion Mărăsescu (lt. av)
466. Strada Gheorghe Mărășoiu (cpt.av.)
467. Strada Marginei
468. Strada Marinarilor
469. Strada Costache Marinescu
470. Strada Marmurei
471. Strada Marsa
472. Strada Măslinului
473. Strada Medelnicerului
474. Strada Mediaș
475. Strada Meditației
476. Strada Medrești
477. Strada D. I. Mendeleev
478. Strada Menuetului
479. Strada Mesteacănului
480. Strada Mexic
481. Strada Mezeș
482. Strada Veronica Micle
483. Strada Samuil Micu Clain
484. Strada Miercani
485. Strada Mihai Viteazul
486. Strada Mihăileni
487. Strada Milcov
488. Strada Constantin Mille
489. Strada Matei Millo
490. Strada Mimozei
491. Strada Ion Mincu (arh.)
492. Strada Minervei
493. Strada Ministerului
494. Strada Nicolae Minovici (dr.)
495. Strada Petre Mircea (cpt.av.)
496. Strada Mircești
497. Strada George Demetrescu Mirea (pictor)
498. Strada Miron Costin
499. Strada Vasile Mironiuc
500. Strada Mirutei
501. Strada George Missail (scriitor)
502. Strada Mitropolit Andrei Șaguna
503. Strada Mitropolitul Varlaam
504. Strada Gheorghe Moceanu
505. Strada Modestiei
506. Strada Modrogan
507. Strada Moeciu
508. Strada Moldovei
509. Strada Jean Baptiste Moliere (dramaturg)
510. Strada Monetăriei
511. Strada Jean Monnet
512. Strada Grigore Mora (dr.)
513. Strada Octavian Moraru (soldat)
514. Strada Moviliței
515. Strada Mihail Moxa
516. Strada Munteniei
517. Strada Munții Tatra
518. Strada Mureș
519. Strada Andrei Mureșanu (poet)
520. Strada Murfatlar
521. Strada Mușetești
522. Strada Gavriil Musicescu
523. Strada Muzeul Zambaccian
524. Strada Muzicuței
525. Strada Nadeș
526. Strada Nămăești
527. Strada Napoca
528. Strada Natației
529. Strada Naturaliștilor
530. Strada Navigației
531. Strada Năvodari
532. Strada Nazarcea
533. Strada Teodor Neagoe (slt.)
534. Strada Neagoe Vodă
535. Strada Neajlovului
536. Strada Neamului
537. Strada Neatârnării
538. Strada Ion Neculce
539. Strada Iacob Negruzzi
540. Strada Ștefan Negulescu
541. Strada Ion Negulici (pictor)
542. Strada Niagara
543. Strada Nicolae Nicoleanu (poet)
544. Strada Nisipari
545. Strada Nuvelei
546. Strada Oastei
547. Strada Oașului
548. Strada Occidentului
549. Strada Ocheanului
550. Strada Ocna Mureș
551. Strada Ocna Sibiu
552. Strada Oinei
553. Strada Olteniei
554. Strada Omului
555. Strada Orlando
556. Strada Oslo
557. Strada Ostașilor
558. Strada Ion Oteteleșanu
559. Strada Pădurii
560. Strada Paharnicului
561. Strada Pajurei
562. Strada Palisandrului
563. Strada Panciu
564. Strada Ermil Pangratti (ing.)
565. Strada Aristotel Pappia
566. Strada Parângului
567. Strada Parapetului
568. Strada Pârâul Rece
569. Strada Parc Herăstrău
570. Strada Parcului
571. Strada Paris
572. Strada Vasile Pârvan
573. Strada Adrian Pătru (slt.)
574. Strada Inginer Patulea
575. Strada Păunilor
576. Strada Ivan Petrovici Pavlov
577. Strada Pecetei
578. Strada Pechea
579. Strada Peluzei
580. Strada Penteleu
581. Strada Perfecționării
582. Strada Ionel Perlea
583. Strada Sándor Petőfi (poet)
584. Strada Șerban Petrescu (lt.av.)
585. Strada Petru Maior
586. Strada Petru și Pavel
587. Strada Piața Amzei
588. Strada Piatra Morii
589. Strada Piculinei
590. Strada Pieței
591. Strada Pietrosita
592. Strada Pinului
593. Strada Pisoni (ing.)
594. Strada Pitar Moș
595. Strada Pivnicerului
596. Strada Plaiul Muntelui
597. Strada Plaurului
598. Strada Plaviei
599. Strada Elena Pleșoianu
600. Strada Virgil Pleșoianu
601. Strada Plopului
602. Strada Plutașilor
603. Strada Podgoria
604. Strada Podului
605. Strada Poemului
606. Strada Poetului
607. Strada Poiana Codrului
608. Strada Poiana Narciselor
609. Strada Gheorghe Polizu
610. Strada Polonă
611. Strada Pompiliu Eliade
612. Strada Petru Poni
613. Strada Marin Popa (av.)
614. Strada Popa Savu
615. Strada Popa Tatu
616. Strada Popasului
617. Strada Radu Popescu
618. Strada Romeo Popescu (av.)
619. Strada Cristian Popișteanu
620. Strada Popișteanu (av.)
621. Strada Andrei Popovici (g-ral.av.)
622. Strada Emanoil Porumbaru
623. Strada Ciprian Porumbescu
624. Strada Postelnicului
625. Strada Povernei
626. Strada Praga
627. Strada Prahova
628. Strada Presei
629. Strada Gheorghe Pripu (sold.)
630. Strada Producției
631. Strada Proiectată
632. Strada Proletarului
633. Strada Prometeu
634. Strada Promoroaca
635. Strada Propășirii
636. Strada Ștefan Protopopescu (av.)
637. Strada Prunaru
638. Strada Pușcașului
639. Strada Alexandr Sergheevici Puskin (poet)
640. Strada Puțul cu Plopi
641. Strada Puțul de Piatră
642. Strada Puțul lui Crăciun
643. Strada Puțul lui Zamfir
644. Strada Rabat
645. Strada Racordării
646. Strada Nicolae Racota
647. Strada Radu Dragoș (cpt.postmortem)
648. Strada Grigore Răducanu (sold.)
649. Strada Raiciu Mihalache
650. Strada Naum Râmniceanu
651. Strada Rămurele
652. Strada Petru Rareș
653. Strada Dr. Rațiu
654. Strada Razelor
655. Strada Redea
656. Strada Redișoara
657. Strada Renașterii
658. Strada Retortei
659. Strada Robănești
660. Strada Rocadei
661. Strada Rodului
662. Strada Roma
663. Strada Constantin Daniel Rosenthal (pictor)
664. Strada C.A. Rosetti
665. Strada Rotașului
666. Strada Stephan Ludwig Roth (ist.)
667. Strada Rucăr
668. Strada Teodosie Rudeanu
669. Strada Ruguleț
670. Strada Săcele
671. Strada Sălăjeni
672. Strada Sălătruc
673. Strada Sălcuței
674. Strada Salva
675. Strada Ștefan Sănătescu (mr.av.)
676. Strada Sandu Aldea Constantin
677. Strada Sângerului
678. Strada Saradei
679. Strada Frosa Sarandy
680. Strada Săvârșin
681. Strada Saveni
682. Strada Scărișoara
683. Strada Scărlătescu
684. Strada Școala Floreasca
685. Strada Semicercului
686. Strada Nicolae Șerban
687. Strada Aviator Șerbănescu (Șerbanescu Alexandru, cpt.av.)
688. Strada Sergiu Dumitru (dr.)
689. Strada Sevastopol
690. Strada Sfânta Maria
691. Strada Sfântul Constantin
692. Strada Sfântul Gheorghe
693. Strada Sfinții Constantin și Elena
694. Strada Sfinții Voievozi
695. Strada Sibiceanu Costache
696. Strada Simeria
697. Strada Simon Bolivar
698. Strada Anastasie Simu
699. Strada Sinca
700. Strada Vasile Sion (dr.)
701. Strada Șipotul Fântânelor
702. Strada Siret
703. Strada Siriului
704. Strada Ion Slătineanu
705. Strada Slăvești
706. Strada Ion Slavici
707. Strada Smochinului
708. Strada Sofia
709. Strada Șoimăreștilor
710. Strada Șoimului
711. Strada Someșul Rece
712. Strada Someșului
713. Strada Maior Gheorghe Șonțu
714. Strada Soveja
715. Strada Spicului
716. Strada Constantin D. Stahi (pictor)
717. Strada Gheorghe M. Stâlpeanu (lt.av.)
718. Strada Grigore Stamatescu (av.)
719. Strada Stănilești
720. Strada Nicolae Cucu Starostescu (ing.)
721. Strada Steluței
722. Strada Stindardului
723. Strada Știrbei Vodă
724. Strada Stockholm
725. Strada Virgil Stoianovici (slt.)
726. Strada Ștefan Stoika (col.)
727. Strada Stolnicului
728. Strada Străbuna
729. Strada Ștrandului
730. Strada Studina
731. Strada Subcetate
732. Strada Surorilor
733. Strada Sutașului
734. Strada Șuvița
735. Strada Ștefan Constantin
736. Strada Tăbliței
737. Strada Tache D. Ionescu
738. Strada Țărmului
739. Strada Târnava
740. Strada Târnăveni
741. Strada Pandele Tarușeanu (ing)
742. Strada Teheran
743. Strada Telega
744. Strada Telescopului
745. Strada Christian Tell (general)
746. Strada Temișana
747. Strada Ecaterina Teodoroiu
748. Strada Iuliu Tetrat (lt.av.)
749. Strada Jean Texier (av.)
750. Strada Timișului
751. Strada Țintașului
752. Strada Tintea
753. Strada Tipografilor
754. Strada Tirana
755. Strada Tokio
756. Strada Lev Nikolaevici Tolstoi (scriitor)
757. Strada Topraisar
758. Strada Vasile Traian (av.)
759. Strada Transilvaniei
760. Strada Trifești
761. Strada Triumfului
762. Strada Trotușului
763. Strada Trusești
764. Strada Tuberozelor
765. Strada Turda
766. Strada Ivan Sergheevici Turgheniev (scriitor)
767. Strada Turnu Roșu
768. Strada Turnul Chindiei
769. Strada Axinte Uricariul (jr.)
770. Strada Vasile Urseanu (amiral)
771. Strada Uruguay
772. Strada Vacanței
773. Strada Elena Văcărescu
774. Strada Vadul Moldovei
775. Strada Valea Merilor
776. Strada Vălenii de Munte
777. Strada Văliug
778. Strada Valsului
779. Strada Vânju Mare
780. Strada Vârful Înalt
781. Strada Leonida Varnali (dr.)
782. Strada Varnița
783. Strada Varșovia
784. Strada Artur Vârtejeanu (mr.)
785. Strada Vârtejului
786. Strada Nicolae Velescu (av.)
787. Strada Venezuela
788. Strada Verbinelor
789. Strada Vernali Leonida
790. Strada Arthur Verona (pictor)
791. Strada Vespasian
792. Strada Vestei
793. Strada Vetrișoara
794. Strada Tudor Vianu
795. Strada Viișoarei
796. Strada Virgiliu
797. Strada I. C. Visarion
798. Strada Vizantea
799. Strada Barbu Vlădoianu (general)
800. Strada Volga
801. Strada Volumului
802. Strada Vorniceni
803. Strada George Vraca
804. Strada Vrancea
805. Strada Mircea Vulcănescu
806. Strada Washington
807. Strada Walter Mărăcineanu
808. Strada Witing
809. Strada Alexandru D. Xenopol
810. Strada Zablovschi (ing.)
811. Strada Zăgazului
812. Strada Zaharia (slt.)
813. Strada Ion Z. Zalomit
814. Strada Duiliu Zamfirescu
815. Strada Zăpada Mieilor
816. Strada Zeletin
817. Strada Zilot Romanul
818. Strada Emile Zola (scriitor)
819. Strada Mircea Zorileanu (av.)
820. Strada Dumitru Zosima  (ing.)

## Șosele

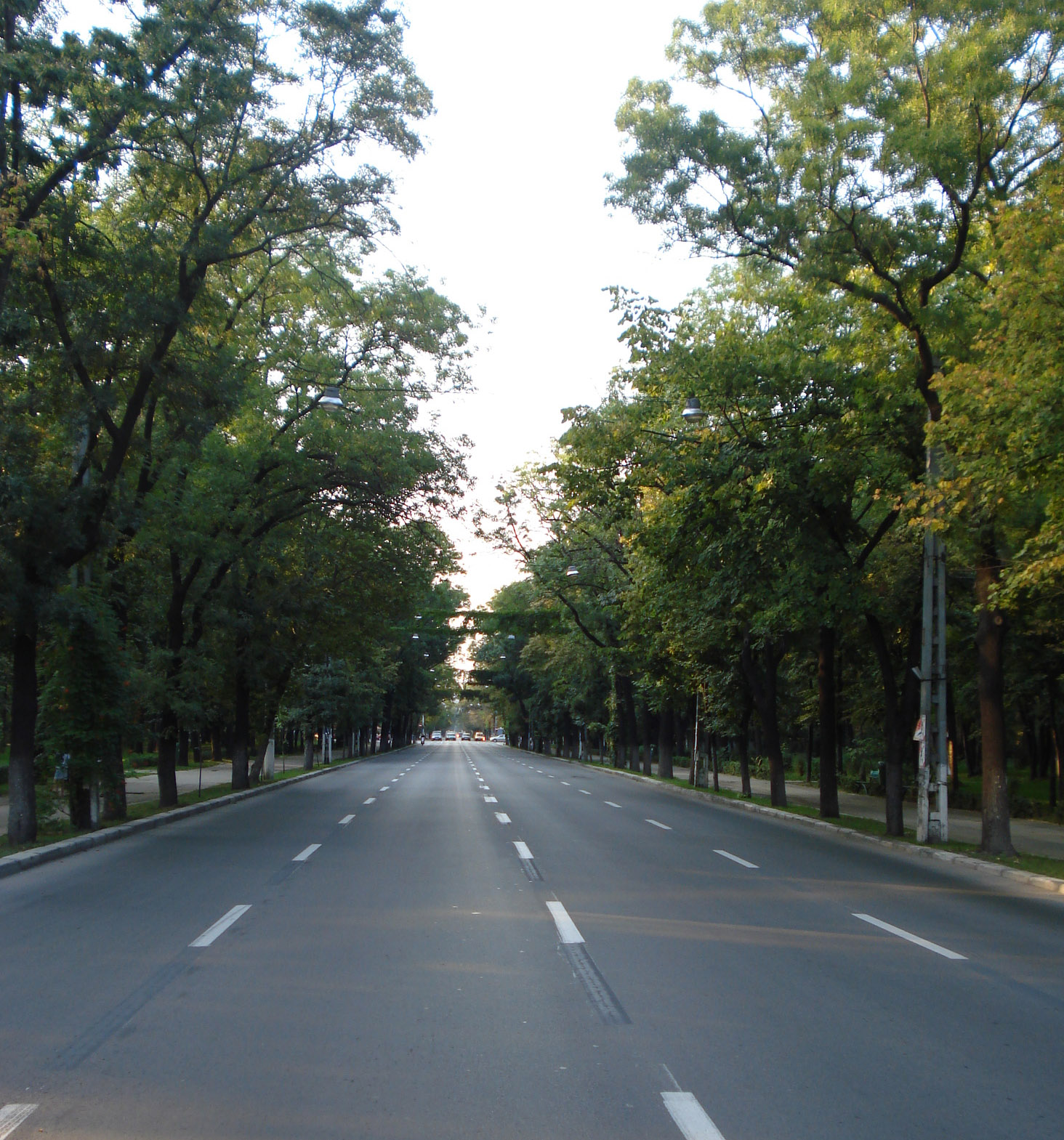
Șoseaua Kiseleff între Arcul de Triumf și Piața Victoriei

Șoselele sunt străzi periferice largi, frumos amenajate, de obicei plantate cu pomi.
1. Șoseaua București-Ploiești
2. Șoseaua București-Târgoviște
3. Șoseaua Chitilei
4. Șoseaua Iancului
5. Șoseaua Gheorghe Ionescu-Sisești
6. Șoseaua Pavel Dimitrievici Kiseleff
7. Șoseaua Nordului
8. Șoseaua Odăii
9. Șoseaua Orhideelor
10. Șoseaua Pipera
11. Șoseaua Ștefan cel Mare
12. Șoseaua Străulești
13. Șoseaua Nicolae Titulescu